# Kazimierz Karp
Kazimierz Karp (ur. 28 marca 1937 w Radziwiłłowie, zm. 14 października 2007 w Przeworsku) – polski nauczyciel, matematyk, dyrektor Liceum Ogólnokształcącego w Przeworsku w latach 1976–1997, sybirak.

## Życiorys
Urodził się 28 marca 1937 w Radziwiłłowie na Wołyniu, gdzie jego rodzice pracowali jako nauczyciele. W 1939 ojciec będący oficerem rezerwy został zmobilizowany. Matkę zaś w 1940, wraz z Kazimierzem oraz jego braćmi Krzysztofem i Janem zesłano do wschodniego Kazachstanu. W 1946 powrócili do kraju, z wyjątkiem Jana, który zmarł na wygnaniu.
Trafili w okolice Gorlic, gdzie rodzice podjęli pracę w szkole. Kazimierz ukończył w Gorlicach szkołę podstawową i liceum ogólnokształcące. Ukończywszy studium nauczycielskie o profilu matematyka podjął pracę w zawodzie. Odbył zaoczne studia w Wyższej Szkole Pedagogicznej uwieńczone tytułem magistra. Pracował kolejno w szkołach w Sułowie i Lubaczowie. W 1964 został zatrudniony w Liceum Medycznym w Przeworsku, a następnie w tamtejszym Technikum Elektrycznym i Liceum Ogólnokształcącym.
W latach 1976–1997 pełnił funkcję dyrektora Liceum Ogólnokształcącego w Przeworsku. Zainicjował remont budynków szkoły. Jego staraniem w 1982 przywrócono szkole imię króla Władysława Jagiełły. Podjął starania celem rozbudowy obiektu przy ul. Szkolnej. 3 kwietnia 1992 oddano do użytku nowy budynek, zaś w 1994 salę gimnastyczną.
Angażował się w sprawy miejscowej społeczności, był radnym miejskim oraz Przewodniczącym Rady Miasta. Od 1957 należał do Związku Nauczycielstwa Polskiego, zaś po przejściu na emeryturę działał w Kole Emerytów i Rencistów ZNP. Był wiceprezesem Towarzystwa Miłośników Miasta Przeworska, wiceprezesem Zarządu Oddziału Związku Sybiraków w Jarosławiu oraz członkiem Rady Wojewódzkiej Związku Sybiraków w Rzeszowie. Zmarł 14 października 2007 w Przeworsku. Pochowany na Starym Cmentarzu w Przeworsku.

## Odznaczenia
- Złoty Krzyż Zasługi (1978)
- Medal Komisji Edukacji Narodowej (1985)
- Krzyż Kawalerski Orderu Odrodzenia Polski (1985)
- Złota Odznaka ZNP
- Medal 100-lecia ZNP
- Krzyż Zesłańców Sybiru